# المولع (الشعر)

تعديل مصدري - تعديل

المولع محلة تابعة لقرية ذى النمر، التابعة لعزلة مقنع بمديرية الشعر إحدى مديريات محافظة إب في الجمهورية اليمنية.، بلغ تعداد سكانها 26 حسب تعداد اليمن لعام 2004.